# Троил и Кресида
„Троил и Кресида“ (на английски: Troilus and Cressida) е пиеса от Уилям Шекспир.

## Място на действието
Действието се развива в Троя и гръцкият стан пред нея.

## Действащи лица
- Приам – цар на Троя
- Хектор, Парис, Троил, Деифоб, Хелен – синове на Приам
- Маргарелон – незаконен син на Приам
- Еней, Антенор – троянски военачалници
- Калхас – троянски жрец, минал на страната на гърците
- Пандар – чичо на Кресида
- Агамемнон – върховен вожд на гръцката войска
- Менелай – негов брат
- Ахил, Аякс, Одисей, Нестор, Диомед, Патрокъл – гръцки военачалници
- Терсит – уродлив и циничен грък
- Александър – слуга на Кресида
- Момче – слуга на Троил
- Слуга на Парис
- Слуга на Диомед
- Елена – съпруга на Менелай
- Андромаха – съпруга на Хектор
- Касандра – дъщеря на Приам, пророчица
- Кресида – дъщеря на Калхас
- Троянски и гръцки войници и придружители

## Сюжет
Пиесата е кръстена на троянския принц Троил — син на цар Приам — и неговата възлюбена, също троянка Кресида. Много малко от пиесата, обаче, разказва за тяхната любов и изневярата. Троил се влюбва в Кресида и обратното и след секса им и обяснението им във вечна вярност един към друг, Кресида е разменена за гръцки военнопленник и се озовава в гръцкия лагер, където Троил я вижда да флиртува с Диомед и решава да ѝ отмъсти за онова, което за него е измяна.
По-развита е втората линия на сюжета, позната ни от Илиадата на Омир, която проследява лидерите на троянците и на гърците — съответно Приам и Агамемнон. След като троянеца Хектор праща писмо на гърците, че призовава един техен войник на дуел очи-в-очи, Агамемнон кара Ахил да го стори, но получава непрекъснатия му отказ. Гърците пращат Аякс, но той сключва мир с Хектор преди да започне битката. Ахил се дърпа от битката, докато троянците не убиват неговия любовник Патрокъл. Тогава Ахил хваща Хектор пред стените на Троя невъоръжен и кара мирмидоните — слепи привърженици да го доубият. Войната остава недовършена след като троянците изгубват своя герой.

## История на написването
Смята се, че пиесата „Троил и Кресида“ е написана през 1602 г., малко след написването на „Хамлет“. Тя, обаче за първи път е спомената в Регистъра на издадени творби от Джеймс Робъртс, където се споменава, че е играна.

## Рецензия
Трагедията „Троил и Кресида“ поставя въпроса относно кое е важното в живота и кое просто екзистенциалното. Това е една странна трагедия, която карала зрителите да се чудят как да реагират на отделните герои. Всъщност в тази пиеса Шекспир поразбърква представите за човешките ценности като показва комичното в елементарните оценки на обществото и трагичното в неспособността на една обществена оценка да характеризира правилно една личност — постижимо единствено при проследяване на цялостната линия на живота и съдбата ѝ и взаимодействието ѝ с другите. Пиесата включва множество разкрития за страни от характера и постъпки точно от герои, от които зрителя не очаква според първоначалното си възприятие за тях. Издаден през 1609 г. текста на пиесата е с невероятно модерно звучене, присъщо на само на Шекспир, разтърсва с непрекъснатия процес на преоценяване на що е любовта, честта и йерархията.
В тази трагедия не умира главния герой Троил и това също я прави по-особена, умира обаче любовта между Троил и Кресида и героят от троянската война Хектор.